# 2/Duo
Pour plus de détails, voir Fiche technique et Distribution.
2/Duo (2/デュオ) est un  film japonais réalisé par Nobuhiro Suwa, sorti en 1997. C'est le premier long métrage de ce réalisateur.

## Synopsis
Yu, une vendeuse de vêtements est en couple avec Kei, un acteur au chômage. Ils vivent un amour épanoui jusqu'à ce que Kei la demande en mariage.

## Fiche technique
Source : dossier de presse
- Titre original : 2/デュオ
- Titre français : 2/Duo
- Réalisation : Nobuhiro Suwa
- Direction artistique : Toshihiro Isomi
- Photographie : Masaki Tamura
- Musique : Andy Wulf
- Montage : Yūji Ōshige (ja)
- Société de production : Bitters End
- Société de distribution : Capricci (France)
- Pays d'origine :  Japon
- Format : couleur - 35 mm - 1,66:1
- Genre : drame et romance
- Durée : 90 minutes
- Dates de sortie :
  - Japon : 2 août 1997[2]
  - France : 31 octobre 2012[3]

## Distribution
- Eri Yu : Yu
- Hidetoshi Nishijima : Kei
- Miyuki Yamamoto :
- Makiko Watanabe : Yu

## Distinctions
Le directeur de la photographique Masaki Tamura a remporté ex-aequo le prix de la meilleure photographie dans le cadre des prix du film Mainichi conjointement pour ce film et pour son travail sur Suzaku. 
Le film a également remporté le prix Netpac lors du festival international du film de Rotterdam et une mention spéciale au festival international du film de Vancouver.